# Bab-as-Saghir-Friedhof

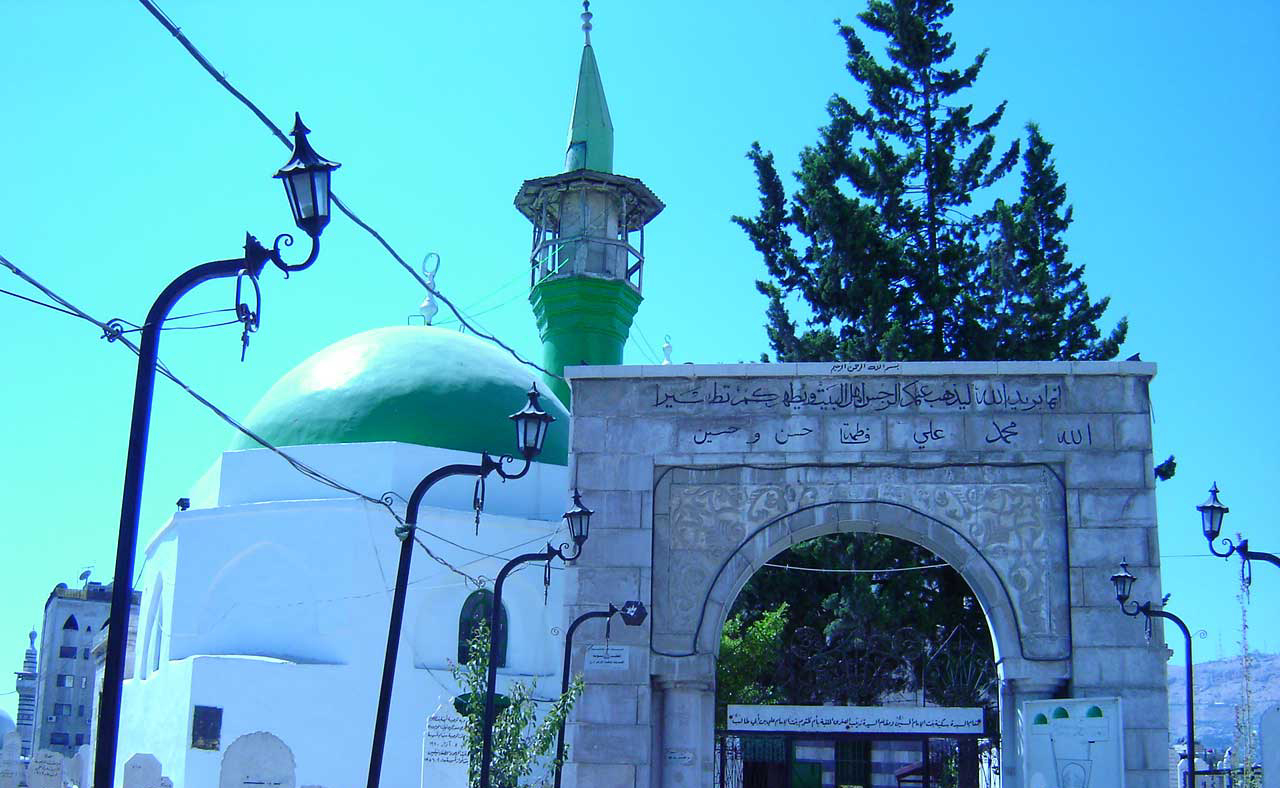
Bab-al-Saghir-Friedhof

Der Bab-as-Saghir-Friedhof (arabisch باب الصغير, DMG Bāb aṣ-Ṣaġīr) ist ein muslimischer Friedhof in der syrischen Hauptstadt Damaskus. Er liegt außerhalb der Altstadt südwestlich der Umayyaden-Moschee südlich des Bab al-Saghir (Kleines Tor). Auf ihm sind zahlreiche Persönlichkeiten der islamischen Geschichte begraben. Es ist eine wichtige islamische Pilgerstätte, insbesondere für Schiiten.
Folgende Personen sind auf ihm begraben:
- Grab von Ruqayya, Tochter von Imam Husayn
- Grab von Umm Kulthum, Schwester von Imam Husayn
- Grab von Prophetenfrauen (ummahat al-mu'minin): Umm Salma und Umm Habiba
- Grab von Fidha, Magd von Sayyida Fatima (Prophetentochter),
- Grab von Hujr Ibn Adi, Gefährte von Imam Ali
- Grab von Kamaid bin Aswad al-Kindi, Gefährte von Imam Ali
- Grab von Abdullah bin Dscha'far at-Tayyar, Ehemann und Cousin von Zaynab
- Grab von Obay ibn Ka'b: Ehemann von Halima, Amme des Propheten
- Grab von Bilal al-Habashi, Muezzin des Propheten Mohammed
- Grab von Abdullah bin Umm Maktum - Muezzin
- Grab von Abdullah bin Imam Zain al-ʿĀbidīn
- Grab von Abdullah bin Imam Dscha'far as-Sadiq
- Grab von Fatima Sughra bint Imam Husayn
- Maqam Ra's Schuhada. Der Begräbnisort der Köpfe der Märtyrer von Kerbela. Persisch auch uch gandsch-e sarha-ye schuhada-ye Karbala genannt.

## Weblink
- al-islam.org (Ziyāra in Syrien)